# كارين يغر
كارين يغر (بالألمانية: Karin Jäger)‏ هي متزحلقة ألمانية، ولدت في 31 يوليو 1961 في كورباخ في ألمانيا.

## وصلات خارجية
- كارين يغر على موقع الاتحاد الدولي للتزلج (التزلج الريفي) (الإنجليزية)
- كارين يغر على موقع أوليمبيديا (الإنجليزية)